# Keops skib
Keops båd eller Keops skib (også Kufus skib og Kufus båd) er et søfartøj, som ved et tilfælde blev fundet i 1954 og lå som et fuldt intakt samlesæt i 1224 stykker ved Giza-pyramidekomplekset i et lukket stenrum ved foden af en af pyramiderne. Keops skib er 43,6 meter langt og 5,9 meter bredt og er ca. 4.500 år gammel. Stykkerne har parvise mærker, så man lettere kunne samle det. Dog tog det 13-14 år at samle det.
Keops skib har en af de første kendte tapsamlinger.
Skibet ville sandsynligvis have kunnet sejle, men det har ingen rigning til sejl og hævdes heller ikke at have plads til padling.

## Andre solskibe i Egypten[3]
- Abu Roash (2 skibe)
- Abydos (mere end 5 skibe)
- Helwan (4 skibe)
- Nordlige Sakkara (3 skibe)